# As Baleias de Agosto
The Whales of August (bra: As Baleias de Agosto ou Baleias de Agosto; prt: As Baleias de Agosto) é um filme estadunidense de 1987, do gênero drama, dirigido por Lindsay Anderson, e estrelado por Bette Davis, Lillian Gish, Vincent Price e Ann Sothern. O roteiro de David Berry foi baseado em sua própria peça teatral homônima.
O filme foi gravado em locações em Cliff Island, no Maine. A casa ainda está de pé e é um assunto popular entre os artistas da ilha.

## Sinopse
As duas irmãs idosas, Libby (Bette Davis) e Sarah (Lillian Gish), vivem em uma grande casa no litoral do Maine, onde costumavam passar as férias na infância, olhando as baleias que apareciam no mês de agosto. Elas vivem de recordações da família, dos maridos e dos amigos. Agora, Libby está cega e Sarah precisa cuidar dela. Tudo vai bem até que Nicholas Maranov (Vincent Price), um velho nobre russo, fugido da Revolução de 1917, começa a visitá-las, levantando a desconfiança de Libby de que ele está querendo se aproveitar delas.

## Elenco
- Bette Davis como Elizabeth Mae "Libby" Logan-Strong
- Lillian Gish como Sarah Louise Logan-Webber
- Vincent Price como Nicholas Maranov
- Ann Sothern como Letitia "Tisha" Benson-Doughty
- Harry Carey Jr. como Joshua Brackett
- Frank Grimes como Sr. Beckwith
- Margaret Ladd como Libby (jovem)
- Tisha Sterling como Tisha (jovem)
- Mary Steenburgen como Sarah (jovem)
- Frank Pitkin como Randall (mais velho)
- Mike Bush como Randall (jovem)

## Produção
O produtor do filme, Mike Kaplan, viu a peça teatral enquanto visitava Rhode Island a negócios de família. Kaplan, que conheceu Lillian Gish muitos anos antes, quando ele era um publicitário envolvido em "The Comedians" (1967), decidiu imediatamente que o papel de Sarah Webber era o ideal para apresentar às novas gerações de cinéfilos o grande talento de Gish, a "Primeira-dama do Cinema Estadunidense", que começou sua carreira cinematográfica em 1912. Este foi o último papel da extensiva carreira de Gish, que tinha 93 anos; ela faleceu aos 99 anos, em 1993. Foi também o último papel de Ann Sothern.
Ao contrário da produção teatral original, o filme possibilitou a escalação de estrelas que possuíam a mesma idade de seus personagens. Atores e atrizes da idade e estatura apropriadas foram contatados para ver se estavam interessados e fisicamente capazes de desempenhar os papéis. Muitos grandes nomes da tela foram abordados para desempenhar algum personagem, mas hesitaram porque estavam sofrendo de alguma enfermidade, como no caso de Shirley Booth, Barbara Stanwyck, Fred Astaire e Paul Henreid. Gish e Davis estavam ambas enfermas: Davis havia se recuperado recentemente de vários derrames que inibiram os movimentos do lado esquerdo de seu corpo, e Gish possuía problemas de audição. Outros grandes nomes recusaram as propostas dos produtores por outras razões, como foi o caso de Joel McCrea, Frances Dee, Katharine Hepburn e John Gielgud. Até Davis e Gish recusaram os papéis mais de uma vez antes de serem persuadidas a estrelar o filme.
O filme marca o reencontro entre Davis e Vincent Price depois de 48 anos, que haviam aparecido juntos na tela pela última vez em "The Private Lives of Elizabeth and Essex", em 1939.
Gish e Davis não se deram bem durante as filmagens. Davis exigiu que seu nome aparecesse primeiro durante os créditos, no qual Gish disse: "Oh, querida, eu simplesmente não consigo lidar com esse tipo de coisa. Eu não me importo com o que eles fazem com meu nome. Se o deixarem de fora, é até melhor. Eu amo o trabalho, não a glória". Davis obteve seu nome creditado à esquerda no cartaz promocional, e o nome de Gish um pouco mais alto, à direita. Gish lembrou que Davis raramente falava ou olhava para ela, e só fazia isso quando o roteiro exigia. Embora Gish ficasse magoada, ela se compadeceu devido à doença de Davis. "Aquele rosto! Você já viu um rosto tão trágico? Pobre mulher! Como ela deve estar sofrendo! Não acho certo julgar uma pessoa assim. Devemos suportar e tolerar". De sua parte, Davis ficava frustrada com o fato de Gish perder suas deixas: "A senhorita Gish era surda como uma pedra. Ela não poderia ter ouvido as deixas se eu as tivesse gritado em um megafone". No entanto, Gish admitiu que na verdade teve poucos problemas com sua audição, mas inventou uma versão sutil de um tratamento silencioso devido aos maus tratos de Davis com ela. Quando Davis recitava um de seus diálogos, Gish frequentemente fazia uma expressão confusa, e protestava gentilmente: "Eu simplesmente não consigo ouvir o que ela está dizendo". Diante disso, enquanto Davis estava sentada fervendo de raiva, Anderson repetia a fala de Davis com uma voz vibrante, e Gish instantaneamente entendia e continuava a cena.
David Berry, Lindsay Anderson, Mike Fash, um caçador de locações e Kaplan viajaram em um táxi aquático para várias ilhas em Casco Bay em busca de um local que fornecesse o ambiente e as vistas do oceano necessários para o filme. No final, o filme foi gravado em Cliff Island, a poucos quilômetros da casa da família de Berry, em Peaks Island – onde, de fato, os personagens e a história eram representados. A estreia do filme na cidade de Nova Iorque em 14 de outubro de 1987, que também foi o aniversário de 94 anos de Gish, foi seguida algumas semanas depois por uma estreia em Portland, no Maine, que contou com a presença de Berry e Kaplan.

## Recepção
As críticas para "The Whales of August" foram de mistas a positivas. O enredo e o roteiro foram vistos como nada assombrosos, com sua principal qualidade redentora sendo as atuações de Gish, Davis e Sothern. No Rotten Tomatoes, site agregador de críticas, 64% das 11 críticas do filme são positivas, com uma classificação média de 6.63/10. Roger Ebert, do Chicago Sun-Times, deu ao filme três de quatro estrelas.
Embora o filme tenha estrelado duas atrizes proeminentes no que estava perto de seus papéis finais no cinema, a produção não foi um sucesso comercial substancial nacionalmente. Após seu lançamento, foi amplamente divulgado que Davis ou Gish seriam recompensadas, se não por suas atuações neste filme, pelo menos por sua longevidade, com indicações ao Oscar, mas nenhuma das atrizes foi indicada. Southern foi indicada ao Oscar de melhor atriz coadjuvante, na única indicação de sua carreira (e a única indicação do filme ao prêmio), e Gish recebeu o prêmio National Board of Review de melhor atriz. O filme foi exibido no Festival de Cannes em 1987, ao qual Gish compareceu e foi aplaudida de pé por 10 minutos.
O cineasta japonês Akira Kurosawa citou "The Whales of August" como um de seus filmes favoritos.

## Prêmios e indicações
| Ano  | Cerimônia                | Categoria                | Indicado      | Resultado |
| ---- | ------------------------ | ------------------------ | ------------- | --------- |
| 1987 | National Board of Review | Melhor atriz             | Lillian Gish  | Venceu    |
| 1988 | Independent Spirit       | Melhor atriz             | Lillian Gish  | Indicado  |
| 1988 | Independent Spirit       | Melhor atriz coadjuvante | Ann Sothern   | Indicado  |
| 1988 | Independent Spirit       | Melhor ator coadjuvante  | Vincent Price | Indicado  |
| 1988 | Oscar                    | Melhor atriz coadjuvante | Ann Sothern   | Indicado  |